# Joseph Strickland
Pour les articles homonymes, voir Strickland.
Joseph Edward Strickland, né le 31 octobre 1958 à Fredericksburg au Texas, est un évêque catholique américain, évêque émérite  du diocèse de Tyler dont il a eu la charge de 2012 à 2023.
Il est considéré comme un évêque conservateur, critique à l'égard des orientations du pape François. Ce dernier le relève de sa charge le 11 novembre 2023, après avoir commandité une visite apostolique de son diocèse.

## Biographie
Joseph Strickland nait le 31 octobre 1958 à Fredericksburg au Texas. Il entre en 1977 au séminaire Holy Trinity à Irving et est ordonné prêtre pour le diocèse de Dallas par Thomas Tschoepe le 1er juin 1985. Il est ensuite incardiné dans le diocèse de Tyler créé en 1986. En 1992, il est envoyé par son évêque à l'Université catholique d'Amérique à Washington et obtient une licence de droit canonique en 1994. De retour au Texas, il est nommé recteur de la cathédrale de l'Immaculée Conception de Tyler. En 1995, le pape Jean-Paul II le nomme prélat d'honneur. En 2010, il est nommé vicaire général du diocèse.

### Évêque de Tyler
Joseph Strickland est nommé évêque du diocèse de Tyler par le pape Benoît XVI le 29 septembre 2012,. Il est consacré le 28 novembre 2012 par le cardinal Daniel DiNardo.
Après de vives critiques de sa part envers le pape François, notamment en mai 2022 sur twitter où il dit « rejeter son programme de sape du dépôt de la foi » et aussi d'accusations de mauvaise gestion, son diocèse fait l'objet d'une visite apostolique en juin 2022. Dans le contexte du synode sur l'avenir de l'Église, à l'issue de la visite apostolique, il adresse en août 2023 à ses diocésains une lettre dans laquelle il condamne « ceux qui proposent de changer ce qui ne peut être changé » les qualifiant « de vrais schismatiques ». Le pape François le relève de sa charge le 11 novembre 2023,, ce qui constitue une sanction extrêmement rare.

### Prises de position
Peu après sa nomination comme évêque, Joseph Strickland dirige le 4 novembre 2012 un rassemblement public dans le centre-ville de Tyler à l'occasion de l'élection présidentielle américaine, appelant les fidèles à se tourner vers Dieu avant de voter,.
Dans une interview au National Catholic Register en juillet 2020, il fait l'éloge de la messe tridentine qu'il a appris à célébrer.
Avec David Konderla, évêque de Tulsa en Oklahoma, Joseph Strickland fait partie des prélats conservateurs, dont le cardinal Raymond Burke à Rome est la figure de proue, qui ont notamment apporté leur soutien en août 2018 aux accusations de Carlo Maria Viganò dans l'affaire McCarrick,.